# 한국특허기술진흥원
한국특허기술진흥원(Korea Institute of Intellectual Property Promotion, KIPRO)은 특허전문인력을 바탕으로 특허정보를 제공하고 특허청의 정책을 지원할 목적으로 설립된 공공기관이다. 1995년 7월 개원 이래 특허정보진흥센터라는 이름 아래 한국발명진흥회, 한국특허정보원 등의 부설기관으로 운영되어 왔으나, 2022년 8월 독립법인으로 개편되었다. 대전광역시 서구 문정로48번길 48(탄방동)에 본사를 두고, 서울특별시 마포구 연희로11(동교동)에 서울지사를 두고 있다.

## 설립목적
한국특허기술진흥원은 민법 제32조에 의한 비영리재단법인으로서, 지식재산 심사행정을 종합지원하고, 지식재산 활용․확산을 선도하여 국가산업 기술 경쟁력 제고와 국민경제 발전에 기여하고자 설립되었다.

## 연혁
- 1995년 7월: 한국발명진흥회 부설 특허기술정보센터 설립 * ’96년 8월부터 특허청 선행기술조사 전문기관으로 지정받아, 선행기술조사 全건 수행
- 2002년 1월: (재)한국특허정보원 설립(민법 제32조)
- 2007년 4월: 기타공공기관 지정
- 2011년 7월: 한국특허정보원 부설 특허정보진흥센터 설립
- 2014년 7월: 특허정보진흥센터 본사 대전 이전
- 2022년 8월: 독립법인 (재)한국특허기술진흥원으로 출범(민법 제32조) * 한국특허정보원과 기관 분리
- 2023년 1월: 기타공공기관 신규지정

## 주요업무
| 구 분           | 주요업무                                              | 비고                                |
| 특허청 심사지원 | ❍ 국내특허(특허,실용신안) 선행기술조사                | ’96 전문기관 지정                   |
| 특허청 심사지원 | ❍ 국제출원(PCT) 선행기술조사                          | ’08 전문기관 지정                   |
| 특허청 심사지원 | ❍ 상표∙디자인 선행조사 및 분류 부여                   | ’03 상표전문기관 ’08 디자인전문기관 |
| 특허청 심사지원 | ❍ 특허분류(CPC) 부여(신규·재분류, 표준특허문헌)       | ’01 전문기관 지정                   |
| 특허청 외 사업  | ❍ 해외 특허심사대행(UAE 등) 서비스                    | UAE선행기술조사 업무개시(’14. 7~)   |
| 특허청 외 사업  | ❍ 공공기관, 연구소·대학 등 특허 조사·분석 지원 서비스 |                                     |

## 조직

### 원장
- 감사실

경영기획처
- 기획조정실
- 인재경영실
- 경영지원실
- 정보화지원실

#### 특허사업본부
- 특허사업총괄팀
- 융복합조사실
- 기계건설조사실
- 화학생명조사실
- 전기통신조사실
- 반도체영상조사실

#### 국제사업본부
- 국제사업총괄실
- 기계국제조사실
- 화학국제조사실
- 전기국제조사실
- 통신국제조사실

#### IP분류본부
- IP분류총괄실
- IP분류전략실
- IP분류사업1실
- IP분류사업2실

상표디자인센터
- 상표디자인총괄실
- 상표조사팀
- 상표분류팀
- 디자인조사팀
- 디자인분류팀

IP협력센터
- 전략사업기획실
- 사업관리팀
- 기술평가검증팀
- IP-BIZ1팀
- IP분석1팀
- IP-BIZ2팀
- IP분석2팀